# NGC 2077
NGC 2077 ist die Bezeichnung eines Emissionsnebels im Sternbild Dorado.
Das Objekt wurde am 24. September 1826 von dem Astronomen James Dunlop entdeckt.